# ناگانوهارا، گونما
ناگانوهارا، گونما (به لاتین: Naganohara, Gunma) یک منطقهٔ مسکونی در ژاپن است که در استان گونما واقع شده‌است. ناگانوهارا ۱۳۳٫۸۵ کیلومترمربع مساحت و ۵٬۶۱۲ نفر جمعیت دارد.